# Oxydia batesii
Oxydia batesii là một loài bướm đêm trong họ Geometridae.